# TKh17
TKh17 – polskie oznaczenie na PKP austriackiego parowozu manewrowego – tendrzaka serii kkStB 66 (oryginalnie KFNB X), o układzie osi C. Produkowany był w latach 1898–1908. Po 1918 roku 13 z nich znalazło się na PKP, gdzie pracowały na liniach Galicji, w tym również na Kolei Transwersalnej.

## Historia
Parowóz został skonstruowany w fabryce StEG na zamówienie austriackiej Kolei Północnej Cesarza Ferdynanda (KFNB) na silny parowóz manewrowy. W latach 1898–1908 zbudowano tam 37 lokomotyw tej serii, które zostały oznaczone początkowo jako seria KFNB X i otrzymały na kolei numery 35 – 71. Po przejęciu kolei KFNB przez Cesarsko-Królewskie Koleje Państwowe (kkStB) zostały one od 1909 roku oznaczone jako seria 66 kkStB (numery 66.01 do 66.37).
Parowóz napędzany był silnikiem bliźniaczym, z rozrządem Heusingera, pracował na parę nasyconą. Lokomotywy wykonano w dwóch różniących się seriach. Pierwsze 12 lokomotyw, wyprodukowanych w 1898 roku, było cięższych i mocniejszych, a dalsze 25 lokomotyw miało skrócony kocioł o nieco mniejszej powierzchni i mniejszy ruszt, lecz za to miało nacisk osi na szyny zmniejszony z 14 do 13 ton, co umożliwiało wykorzystanie na gorszych szlakach. Dziesięć z nich zbudowano w latach 1899–1901, a pozostałe 15 po przerwie, w latach 1906–1908. Oba typy miały w kotle 124 płomieniówki, lecz różniące się długością.

## Służba po I wojnie światowej
Po I wojnie światowej wszystkie lokomotywy tej serii zostały rozdzielone pomiędzy nowo powstałe państwa. Polska otrzymała 13 parowozów (dawne 66.17 do 66.29), z tego 12 wcielono do służby na PKP pod oznaczeniem serii TKh17 (numery TKh17-1 do TKh17-12). Polska posiadała tylko lżejsze lokomotywy drugiej serii. Część została przejęta przez ZSRR lub Niemcy podczas II wojny światowej.
Po II wojnie światowej PKP posiadały w inwentarzu 6 parowozów serii TKh17, lecz tylko cztery należały faktycznie do dawnej serii kkStB 66 (numery 1 – 4), natomiast dwa były omyłkowo zaliczonymi parowozami przemysłowymi innych typów. Z drugiej strony, przedwojenny parowóz TKh17-11 był po wojnie omyłkowo zaliczony do zbiorczej serii TKh100, jako TKh100-34. Parowozy TKh17 były eksploatowane w Polsce przynajmniej do 1955 roku.
Pozostałe 24 lokomotywy, łącznie z dwunastoma pierwszej serii, otrzymała Czechosłowacja, gdzie służyły na kolejach ČSD jako seria 314.3 (numery 314.301 do 314.324). Ostatnia lokomotywa 314.303 została wycofana w 1965 roku i zachowana jako pomnik, następnie eksponat w Valašské Meziříčí.

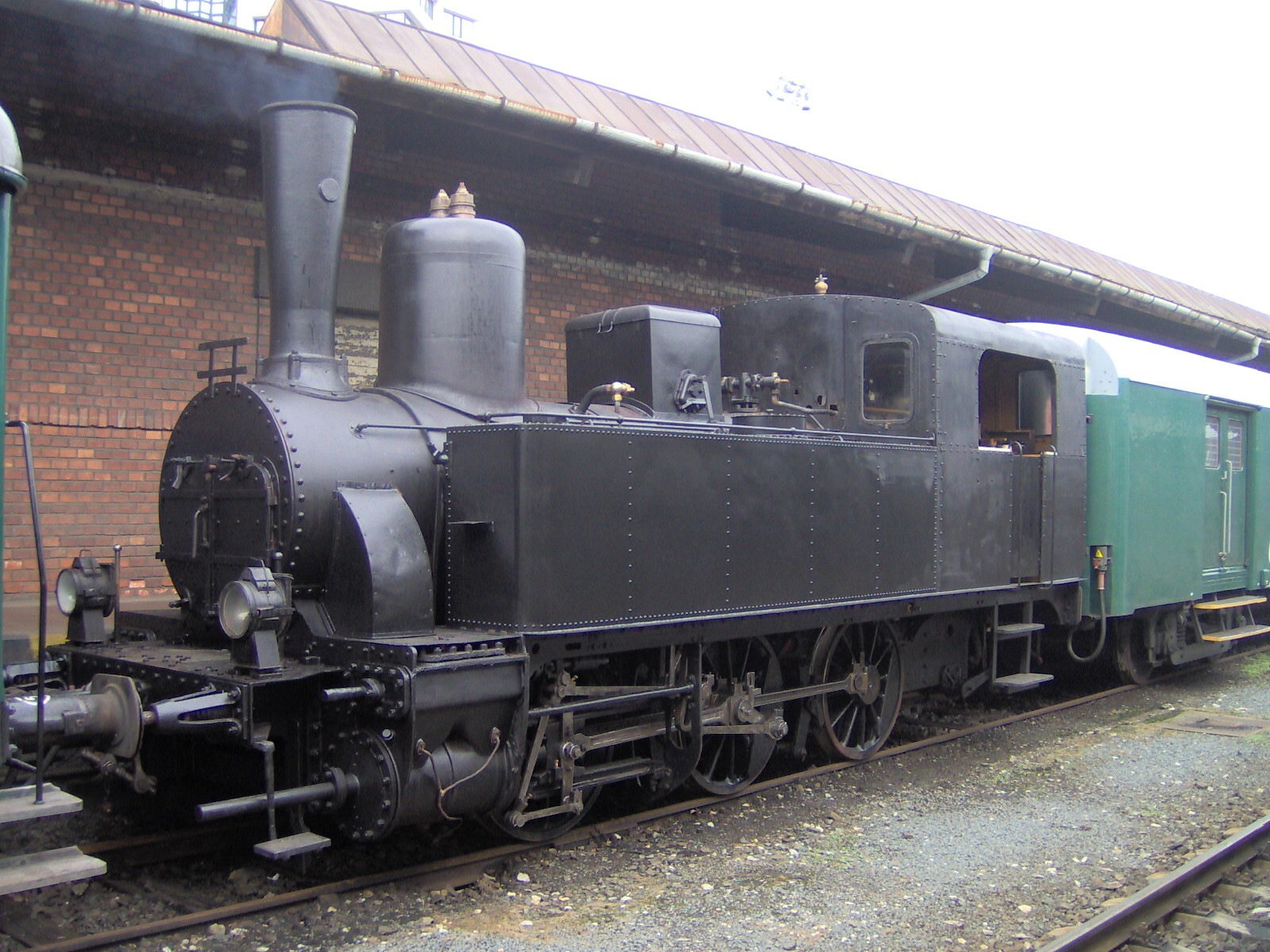
Czeska lokomotywa 314.303 (pierwszej serii)